# Isidora Agnes
Lucía Isidora Agnes (Callao,el 8 de agosto de 1923, en el Estado Bolívar
Venezuela, 17 de agosto de 1923- El Callao, 5 de marzo de 1986), conocida folclóricamente como Negra Isidora, fue una promotora de la cultura popular venezolana. Fue sindicalista, luchadora social y fundadora del Calipso de El Callao.

## Biografía
Sus padres eran inmigrantes, de las islas de Santa Lucía y Martinica, que se establecieron en El Callao a principios del siglo XX. Era nieta de esclavos, quienes fueron traídos de Etiopía.
Hacia el año 1943, Carlos Small, quien era hijo de inmigrantes caribeños, ejecutor del tambor bumbac y cultor popular en El Callao, y otros pobladores, escogieron a Isidora para que fuera la responsable de revitalizar la tradición del calipso, ya que la misma estaba decayendo debido a que los jóvenes de la época estaban emigrando debido al descenso en los precios del oro.
Isidora Agnes fundó en 1954 la Asociación de Amigos del Calipso, y fue líder de las comparsas, caracterizándose por ser estricta con sus miembros. Fue militante del partido Acción Democrática, integró el Consejo Central de Fetrabolívar, y funcionaria del Ministerio de Energía y Minas. Además de ser una de las más respetadas -y con más ahijados- madamas, la Negra Isidora era una destacada vocera del sentir de El Callao. Estuviera quien estuviera en los puestos políticos, Isidora se movía para conseguir mejoras en cuanto a las necesidades del pueblo, tales como la construcción del ambulatorio médico, solicitud de la red de cloacas para el pueblo y muchos otros logros.
Llevó el calipso a otros lugares de Venezuela, presentándose en diversos escenarios. Luchó por los derechos de los callaoenses, y fue un emblema. Durante el año 1982 fue homenajeada en el Poliedro de Caracas, por los cultores de toda Venezuela.
Murió a causa de una leucemia, el día 5 de marzo de 1986. Fue sepultada con honores de Estado.